# قطعنامه ۲۲۶ شورای امنیت
قطعنامه ۲۲۶ شورای امنیت سازمان ملل متحد که در تاریخ ۱۴ اکتبر ۱۹۶۶ تصویب شد، سندی بین‌المللی دربارهٔ سوالی راجع به جمهوری دموکراتیک کنگو است. این قطعنامه طی نشست ۱۳۰۶ام
با ۱۵ موافق،۰ مخالف و۰ ممتنع تصویب شد.